# Raven-Symoné Live Tour
Raven-Symoné Live Tour começou em 2008 e foi feita para promover o CD Raven-Symoné, da cantora e atriz de mesmo nome. No início a turnê sairia como The Pajama Party Tour, mas foi cancelada e depois re-lançada como Raven-Symoné Live On Tour. A turnê dura até agora com 38 shows até o presente momento. Como sempre faz, Raven leva consigo um CD com playbacks e nesta turnê não mais o grupo F.I.V.E e sim 2 dançarinos e 2 dançarinas.

## Abertura
A abertura dos shows é feita por Mitchel Musso, Jordan Pruitt, B5 e Drew Seeley.

## Set List (Primeira Parte)
1. Intro / That’s So Raven (Theme Song)
2. That Girl
3. What Are You Gonna Do?
4. Jump In
5. Love Me or Leave Me
6. Anti-Love Song
7. Girl Get It
8. In Your Skin
9. Keep A Friend
10. Shorts Like Me
11. Grazing In The Grass
12. Some Call It Magic
13. Superstition
14. Thick Girls, Big Girls
15. Green
16. In The Pictures
17. Typical
18. This Is My Time
19. Double Dutch Bus

## Set List (Segunda Parte)
01. Intro | That's So Raven

  02. That Girl

   - Raven Dança "Diva" da Beyoncé

  03. What Are You Gonna Do?

  04. Jump In

   - Raven faz Homenagem ao Michael Jackson

  05. Love Me Or Leave Me

  06. Anti-Love Song

  07. Girl Get It

  08. In Your Skin

  09. Keep a Friend

   - Raven Dança

   - Dave (Dançarino) dança Michael Jackson

   - Raven Fala das Cheetah Girls

  10. Cinderella

  11. Cheetah Sisters

  12. Step Up

  13. Grazing In The Grass

  14. Some Call It Magic

  15. Superstitons

  16. Supernatural

   - Raven Responde às Perguntas dos Fãs

   - Dave (Dançarino) dança Michael Jackson

  17. Thick Girls

  18. Green

  19. In The Pictures

  20. Typical

  21. This Is My Time

  22. Everyone's a Star

  23. Double Dutch Bus

## Datas dos Shows (até o presente momento)
| Parte 1: América do Norte (2008) |                               |                               |
| 12 de Julho                      | Milwaukee, Wisconsin          | Kenosha County Fair Grounds   |
| 13 de Julho                      | Jackson, New Jersey           | Northern Star Arena           |
| 18 de Julho                      | Hidalgo, Texas                | Dodge Arena                   |
| 19 de Julho                      | Denver, Colorado              | Elitch Gardens Theme Park     |
| 20 de Julho                      | St. Louis, Missouri           | Old Glory Amphitheatre        |
| 24 de Julho                      | Agawam, Massachusetts         | The Grove Amphitheatre        |
| 25 de Julho                      | Bessemer, Alabama             | Visionland Theme              |
| 26 de Julho                      | Wildwood, New Jersey          | Wildwood Convention Center    |
| 31 de Julho                      | Turlock, California           | Stanislaus County Fair        |
| 2 de Junho                       | Valdosta, Georgia             | Wild Adventures Theme Park    |
| 3 de Agosto                      | Atlanta, Georgia              | Six Flags: Over Georgia       |
| 4 de Agosto                      | Kearney, Nebraska             | First Tier Event Center       |
| 6 de Agosto                      | Ventura, California           | Ventura County Fair           |
| 7 de Agosto                      | San Antonio, Texas            | Lone Star Lil's Amphitheatre  |
| 10 de Agosto                     | Valencia, California          | The Golden Bear Theatre       |
| 11 de Agosto                     | Midland, Michigan             | Midland County Fair           |
| 21 de Agosto                     | Dallas, Texas                 | Six Flags                     |
| 22 de Agosto                     | Wichita, Kansas               | Century II Convention Hall    |
| 26 de Agosto                     | Detroit, Michagan             | Michigan State Fair           |
| 9 de Setembro                    | Spokane, Washington           | Spokane Interstate Fair       |
| 7 de Outubro                     | Perris, California            | Southern California Fair      |
| Parte 2: América do Norte (2009) |                               |                               |
| 9 de Maio                        | Darien Center, New York       | Darien Lake Theme Park Resort |
| 25 de Maio                       | San Antonio, Texas            | Lone Star Lil’s Amphitheatre  |
| 30 de Maio                       | Oklahoma City, Oklahoma       | Frontier City                 |
| 6 de Junho                       | Baton Rouge, Louisiana        | Blue Bayou Water Park         |
| 16 de Junho                      | St Louis, Missouri            | Old Glory Amphitheatre        |
| 26 de Junho                      | Stockton, California          | Great Jones County Fair       |
| 4 de Julho                       | Arlington, Texas              | Six Flags Over Texas          |
| 6 de Julho                       | Chicago, Illinois             | Six Flags Great America       |
| 7 de Julho                       | Louisville, Kentucky          | Six Flags Kentucky Kingdom    |
| 8 de Julho                       | Baltimore, MA / Washington DC | Six Flags America             |
| 16 de Julho                      | Jackson, New Jersey           | Northern Star Arena           |
| 18 de Julho                      | Hot Springs, Arkansas         | Magic Springs                 |
| 23 de Julho                      | San Francisco, California     | Six Flags Discovery Kingdom   |
| 25 de Julho                      | Denver, Colorado              | Elitch Gardens Theme Park     |
| 1 de Agosto                      | Springfield, Missouri         | Ozark Empire Fair             |
| 2 de Agosto                      | Bessemer, Alabama             | Visionland Theme Park         |
| 14 de Agosto                     | Jackson, Michigan             | Jackson County Fair           |
| 10 de Outubro                    | Phoenix, Arizona              | Arizona State Fair            |